# 말괄량이 길들이기 (발레)
말괄량이 길들이기는 존 크랭코가 안무한 2막의 발레 작품이다. 윌리엄 셰익스피어의 동명의 희곡을 발레 작품으로 각색하였다. 쿠르트-하인츠 슈톨체(Kurt-Heinz Stolze)가 편곡한 도메니코 스카를라티(Domenico Scarlatti)의 음악을 사용한다. 1969년 5월 16일 슈투트가르트 발레단에 의해 초연되었다. 

## 시나리오
베네치아에서 그리 멀지 않은 남부 이탈리아의 도시, 파도바. 세 명의 남자가 밥티스타의 딸 바앙카에가 청온하기 위해 밥티스타의 집을 방문한다. 바티스는 비앙카의 언니 캐서리나가 결혼할 때까지 비앙카를 결혼시키지 않겠다고 선언한다. 캐서리나가 포악하게 모두를 쫓아내자 불평이 쏟아진다. 한편 술에 취한 페트루키오는 돈을 도둑맞는다. 카테리나에 대한 이야기를 들은 페트루키오는 캐서리나에게 청혼하기로 결심한다. 1막은 캐서리나와 페트루키오의 결혼으로 정점에 달한다.
페트루키오의 집에서 페트루키오는 음식이 좋지 않다면서 캐서리나에게 먹는 것을 허락하지 않는다. 캐서리나는 첫날밤을 치르기를 거부하고 주방 바닥에서 밤을 지샌다. 페트루키오의 조롱과 협잡은 캐서리나를 도발한다. 어느 날 캐서리나는 페트루키오에게 항복하고 둘은 서로를 사랑하고 있음을 인정한다. 